# گگ آلبانیایی
گِگ آلبانیایی (گِگ آلبانیایی: gegnisht ، آلبانیایی استاندارد: gegë یا gegërisht) گونه شمالی و یکی از دو گویش اصلی آلبانیایی است. دیگری گویش توسک آلبانیایی (گونه جنوبی) است که زبان آلبانیایی استاندارد بر اساس آن پایه ریزی شده است. خط تقسیم جغرافیایی بین دو گویش گِگ و توسک رودخانه اشکومبین است که از مرکز آلبانی می‌گذرد. گگ در شمال آلبانی، کوزوو، شمال غربی مقدونیه، جنوب شرقی مونته‌نگرو و جنوب صربستان توسط مردم آلبانیایی تبار صحبت می شود.
گویش گگ در هیچ کشوری هیچ مقام رسمی به عنوان زبان مکتوب ندارد. مکاتبات و زبان رسمی در کوزوو و مقدونیه شمالی و آلبانی به زبان آلبانیایی استاندارد است که مبتنی بر گویش توسک است. با این حال برخی از نویسندگان همچنان به نوشتن در گگ ادامه می دهند. 